# Lara Croft: Tomb Raider

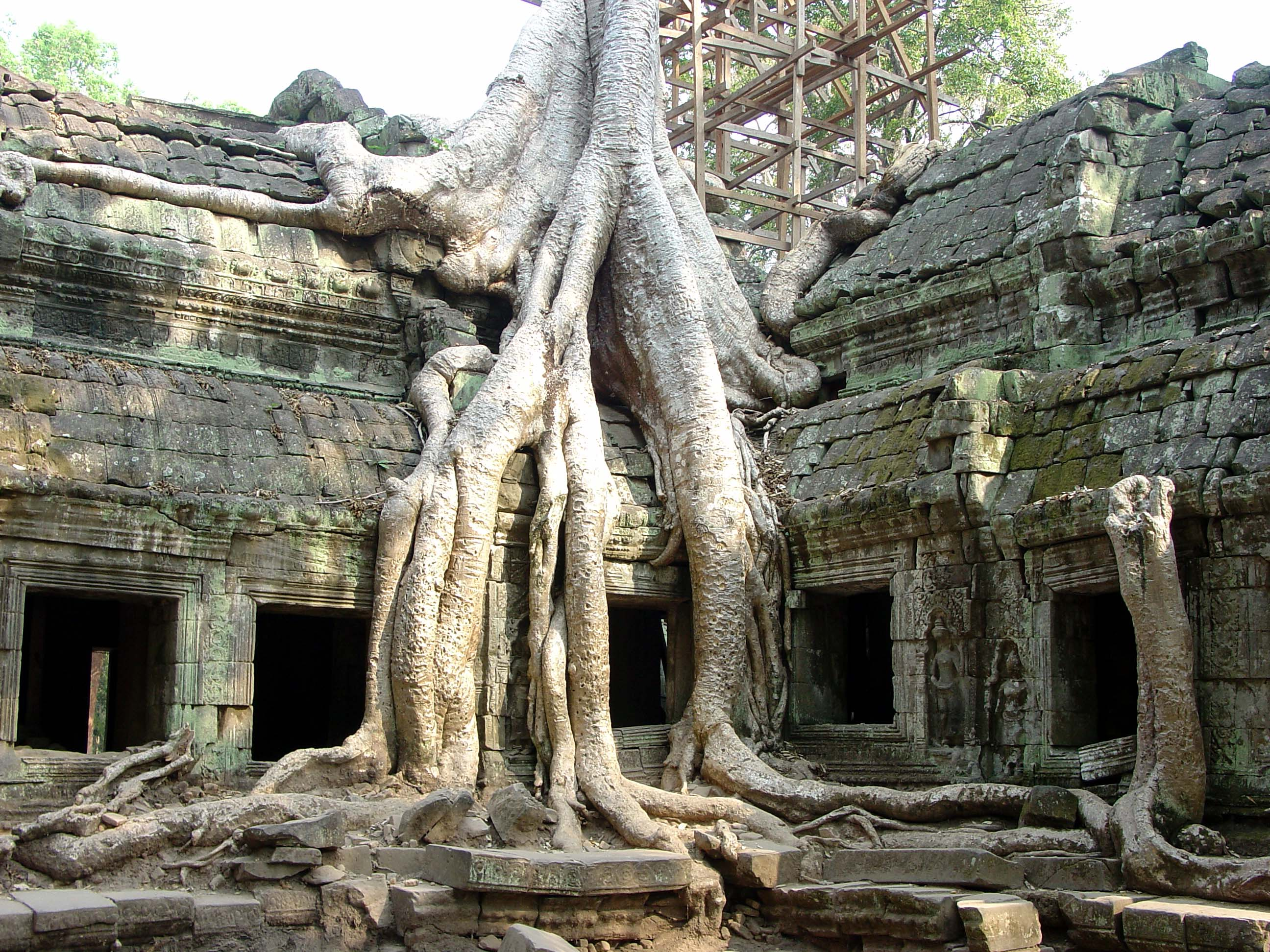
Parte del film se rodó en Angkor (Camboya)

Lara Croft: Tomb Raider (o simplemente Tomb Raider) es una película de acción y aventuras basada en la popular serie de videojuegos Tomb Raider, protagonizada por el personaje Lara Croft. Fue estrenada durante el verano de 2001. El personaje principal, Lara Croft, fue interpretado por la actriz Angelina Jolie. La película fue filmada en Angkor, Camboya. Recibió generalmente críticas y puntuaciones negativas, aunque algunas páginas entregaron opiniones favorables 
Durante el verano de 2003, se estrenó su secuela, Lara Croft Tomb Raider: La cuna de la vida.

## Sinopsis

### Resumen breve
Explorar ruinas de civilizaciones perdidas, descubrir tesoros antiguos, afrontar mil peligros, forma parte del día a día de la rica aventurera inglesa Lara Croft. Pero un secreto del pasado de su padre lleva a Lara a su mayor desafío: el Triángulo de Luz, una reliquia legendaria con poder para alterar el tiempo y el espacio. Lara debe encontrar el Triángulo antes de que caiga en manos de una peligrosa secta masónica que quiere dominar el mundo: Los Iluminati.

### Argumento
La aventurera Lara Croft (Angelina Jolie) se enfrenta y vence a un robot en una tumba egipcia, tras lo cual se revela que la pelea era una sesión de entrenamiento llevada a cabo en la mansión familiar, donde ella vive con su asistente técnico Bryce (Noah Tylor) y Hilary (Chris Barrie), su mayordomo. En Venecia, mientras la etapa final de un alineamiento planetario comienza, los Illuminati buscan una llave que puede unir las mitades de un misterioso artefacto llamado El Triángulo, Dicha acción debe ser completada antes que ocurra la fase final, un eclipse solar. Manfred Powell (Ian Glen) le asegura al cabal que el artefacto está casi listo, pero no tiene real certeza de su ubicación.
Lord Richard Croft (Jon Voight), el padre de Lara, quien ha desaparecido hace bastante tiempo y se lo presume muerto, se le aparece en un sueño a su hija. Luego, Lara se despierta escuchando un sonido como un tic-tac. Investiga y encuentra un extraño reloj escondido en la mansión. Mientras se dirige a consultar con Wilson (Leslie Philips), un amigo de su padre, se encuentra con Alex West (Daniel Craig), un socio americano y también aventurero. Lara le muestra el reloj a Wilson y éste la pone en contaco con Powell. Cuando Lara le muestra unas fotografías del reloj, Powel afirma no reconocerlo.
Esa noche, un grupo de comandos armados invade la mansión de Lara, robándose el reloj y llevándolo ante Powell. La mañana siguiente, una carta de parte de su padre es recibida, en donde se le explica que el reloj es la llave para conseguir las mitades del Triángulo de la Luz, un antiguo objeto que tiene la capacidad de manipular el tiempo. Después de que el mal uso de su poder llevara a la destrucción de una ciudad, el Triángulo fue separado en dos: una mitad fue escondida en una tumba  en Angkor, Cambodia, mientras que la otra mitad está en una ciudad en ruinas en la meseta de Ukok, Siberia. Su padre le pide a Lara que encuentre ambas partes y las destruya, antes que los Illuminati puedan hacer uso de los poderes del Triángulo.
En Cambodia, Lara se encuentra con que Powell, quien ha contratado a West, junto a sus comandos, ya están en el templo. West resuelve parte del acertijo del templo y Powell se prepara para insertar el reloj en el momento de la alineación. Lara, dándose cuenta de que están equivocados, encuentra la cerradura correcta; con sólo apenas unos segundos disponibles, Lara persuade a Powell para que le arroje el reloj. Lara logra destrabar la primera parte del Triángulo y, en eso, las estatuas del templo cobran vida y comienzan a atacar a los intrusos. West, Powell y el resto de los hombres logran huir con el reloj, dejando a Lara, quien se enfrenta a una estatua gigante con seis brazos. Logra escapar con la primera mitad. Luego, mientras se recobra en un templo budista, arregla un encuentro con Powell. 
En Venecia, Powell le propone a Lara buscar juntos el Triángulo y le dice que su padre era miembto de los Illuminati. También le sugiere que puede utilizar los poderes del Triángulo para resucitarlo. Lara acepta, a regañadientes. Lara y Bryce viajan junto a Powell, West, y el líder de los Illuminati (Richard Johnson) hacia SIberia. Entrando en la tumba, se encuentran con un planetario mecánico, el cual se activa mientras que el alineamiento se acerca a su fin.Lara consigue la segunda mitad del Triángulo y Powell asesina al líder de los Illuminati para unir él mismo ambas partes, pero las dos mitades se niegan a fusionarse. Dándose cuenta de que Lara sabe cómo solucionar el acertijo, Powell mata a West para persuadirla de unir el Triángulo y así salvar a West y a su padre. Lara le hace caso, pero se queda con el Triángulo.
En un "cruce" del tiempo, Lara se enfrenta al recuerdo de su padre, quien le urge que destruya el Triángulo para bien, en lugar de salvar su vida. De regreso a la tumba, Lara manipula el tiempo para salvar a West y apuñalar a Powell, y posteriormente destruye el Triángulo. La tumba comienza a derrumbarse y todos comienzan a huir, salvo un malherido Powell, quien le confiesa a Lara que él asesinó a su padre. Luego de una pelea mano a mano, ella logra matar a Powell, consigue de vuelta el reloj de su padre y huye de la tumba.
De regreso en la mansión, Lara visita la lápida de su padre y luego se encuentra con que Bryce ha reprogramado al robot y que Hilary le da sus pistolas, las cuales ella toma sonriente.

## Reparto
| Personaje             | Actor Original (EE. UU.) | Actor de voz (España)    | Actor de voz (Hispanoamérica) |
| --------------------- | ------------------------ | ------------------------ | ----------------------------- |
| Lara Croft            | Angelina Jolie           | Núria Mediavilla         | Liliana Barba                 |
| Lord Richard Croft    | Jon Voight               | Camilo García            | Rubén Moya                    |
| Manfred Powell        | Iain Glen                | Juan Antonio Bernal      | Raúl Anaya                    |
| Bryce                 | Noah Taylor              | Luis Fenton              | Sebastián Rosas               |
| Alex West             | Daniel Craig             | Alfonso Vallés           |                               |
| Caballero distinguido | Richard Johnson          | Joaquín Díaz             |                               |
| Wilson                | Leslie Phillips          | Antonio Gómez de Vicente |                               |
| Hillary               | Chris Barrie             | Jordi Ribes              | Luis Alfonso Padilla          |
| Mr. Pimms             | Julián Rhind-Tutt        | Óscar Barberán           |                               |
| Militar Ruso          | Olegar Fedoro            |                          |                               |

## Producción
Debido al éxito del videojuego homónimo, el director Simon West decidió proponer a varias actrices pero rechazaron el papel, así que optaron por la elección de Angelina Jolie para interpretar a Lara Croft, la cual no fue bien recibido entre los fanes de la serie de videojuegos, que pensaban que no era apropiada físicamente para encarnar a la heroína; otros no estaban de acuerdo en que una actriz estadounidense representara a un personaje británico. Antes de la elección definitiva, hubo diversos rumores acerca de la elección de la protagonista, destacando algunos nombres como el de la actriz Demi Moore o la modelo Linsey Dawn McKenzie.